# Земская почта Новоладожского уезда
Зе́мская по́чта Новола́дожского уе́зда — земская почта, организованная земской управой Новоладожского уезда Санкт-Петербургской губернии. Земская почта Новоладожского уезда существовала с 1870 года. В уезде выпускались собственные земские почтовые марки.

## История почты
Новоладожская уездная земская почта была открыта 01 февраля 1870 года. Почтовые отправления отправлялись из уездного центра (города Новая Ладога) по четырём земским почтовым трактам один раз в неделю. Для оплаты доставки корреспонденции были введены собственные земские почтовые марки. С 1885 года пересылка почтовых отправлений стала бесплатной.

## Выпуски марок

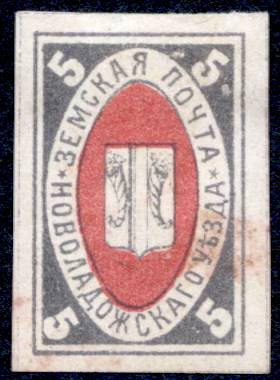
Марка Новоладожского уезда 1883 г.

Пересылка частных почтовых отправлений оплачивалась земскими почтовыми марками: простых писем — номиналом 5 копеек, денежных писем, страховых писем и паспортов — номиналом 25 копеек. В 1874 году марки номиналом 25 копеек были отменены. Всего в период с 1870 года по 1883 год вышли 4 выпуска марок. На первых выпусках был изображён герб Санкт-Петербургской губернии, на марках 1880—1883 годов — герб Новоладожского уезда.
Указание в некоторых каталогах об издании марок Новоладожского уезда в 1867 году ошибочно.

## Гашение марок
Марки гасились чернилами (перечёркиванием) и овальным штемпелем.